# Kronika rodu Spiderwicků
Kronika rodu Spiderwicků je knižní série pro děti. Autorkou textu je Holly Blacková, knihu ilustroval Tony DiTerlizzi. Kniha popisuje příběh dětí rodiny Graceových, tedy dvojčat Simona a Jareda a jejich starší sestry Mallory, poté, co se nastěhují do domu Spiderwicků a objeví tajuplný svět magických bytostí, o kterém do té doby neměli ani tušení.
První díl Klíč k určování kouzelných tvorů v originále vyšel v roce 2003 a brzy jej následovaly další čtyři díly - Kámen ke koukání, Tajemství tety Lucindy, Strom ze železa a Mulgarath se zlobí. Druhá série knih začala v originále vycházet v roce 2007. K dnešnímu dni obsahuje tři díly a to: Rusalčina píseň, Obrovité potíže, Veličenstvo saň. Poslední díl vyšel česky v roce 2010.
První série knih v rozsahu celé pentalogie se dočkala filmového zpracování, které mělo premiéru v roce 2008, brzy následovala i videohra.

## Hlavní postavy

### První série
- Jared Evan Grace
- Simon Everett Grace
- Mallory Evan Grace
- Arthur Spiderwick
- Lucinda Spiderwick
- Helen Grace
- Richard Grace

### Druhá série
- Nicholas Vargas
- Laurie Vargas
- Julian (Jules) Vargas
- Paul Vargas
- Charlene Vargas
- Cindy

## Magické bytosti

### První série
- Draci
- Goblini
- Skřítci
- Elfové
- Trpaslíci
- Trollové
- Gryfové
- Zlobři

### Druhá série
- Rusalky
- Obři
- Mořské panny
- Mantichory